# Angelo Ferrari

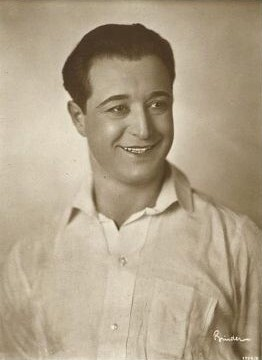
Angelo Ferrari um 1928 auf einer Fotografie von Alexander Binder

Angelo Ferrari (* 14. August 1897 in Fara Gera d’Adda; † 15. Juni 1945 in Niederlehme, Deutschland) war ein italienischer Schauspieler mit intensiver Aktivität als Kleindarsteller beim deutschen Film.

## Leben und Wirken
Der gebürtige Lombarde hatte als Jugendlicher (1913 und 1914) die italienische Rollschuhmeisterschaft gewonnen und lernte dabei die Filmschauspielerin Diana Karenne kennen, die ihn 1916 an ihre Seite in dem Film Sofia di Kravonia holte. Nach seinem Militärdienst 1916–18 setzte Angelo Ferrari seine Filmtätigkeit fort, unter anderem als Partner der Leinwanddiva Francesca Bertini.
1922 folgte Ferrari einem Angebot aus Berlin. Seitdem arbeitete er bis kurz vor Ende des Zweiten Weltkriegs in deutschen Ateliers, nahezu durchgehend in kleinen bis Kleinstrollen in rund 200 Filmen. Man sah ihn als Adeligen und Offizier, als Kellner und Inspizient, als Heerführer und Reporter, als Schiedsrichter und Polizeikommissar, als Hotel- und Operndirektor. Sein letzter Film, das Verwechslungslustspiel Verlobte Leute, war im November 1944 abgedreht und lief erst 1950 unter dem Titel Das Dementi in Ostberlin an.
Angelo Ferrari starb laut Sterbeurkunde an einem Schlaganfall.

## Filmografie (Auswahl)
- 1916: Sofia di Kravonia
- 1916: La sepolta viva
- 1919: La serata di Buffalo
- 1920: La farina del diavolo
- 1921: L’incatenata
- 1921: Sansone
- 1922: La donna nuda
- 1922: Cyrano von Bergerac (Cirano di Bergerac)
- 1923: Die grüne Manuela
- 1923: Die Geliebte des Mörders
- 1924: Der Rächer von Davos
- 1924: Prater
- 1924: Das goldene Kalb
- 1925: Die Motorbraut
- 1925: Die Zirkusprinzessin
- 1925: Der Mann im Sattel
- 1925: Eifersucht
- 1925: Frauen und Banknoten
- 1926: Rosen aus dem Süden
- 1926: Junges Blut
- 1926: Zirkus Renz
- 1926: Die Flucht in die Nacht
- 1926: Das graue Haus
- 1926: Wehe, wenn sie losgelassen
- 1926: Das Lebenslied
- 1926: In Treue stark
- 1926: Kopf hoch, Charly!
- 1927: Meine Tante – Deine Tante
- 1927: Eheferien
- 1927: Die Sünderin
- 1927: Dr. Bessels Verwandlung
- 1927: Frühere Verhältnisse
- 1927: Stolzenfels am Rhein
- 1927: Richthofen, der rote Ritter der Luft
- 1927: Höhere Töchter
- 1927: Die glühende Gasse
- 1927: Orientexpress
- 1928: Mein Leben für das Deine
- 1928: Weib in Flammen
- 1928: Fünf bange Tage
- 1928: Das Karussell des Todes
- 1928: Villa Falconieri
- 1928: Die Dame und ihr Chauffeur
- 1928: Marter der Liebe
- 1928: Hotelgeheimnisse
- 1929: Don Manuel, der Bandit
- 1929: Die Halbwüchsigen
- 1929: Drei Tage auf Leben und Tod
- 1929: Aufruhr im Junggesellenheim
- 1929: Besondere Kennzeichen
- 1929: Das Erlebnis einer Nacht
- 1929: General Babka
- 1930: Troika
- 1930: Ein Walzer im Schlafcoupé
- 1930: Zwei Krawatten
- 1930: Der Liebesexpreß
- 1931: Der Weg nach Rio
- 1931: Der Raub der Mona Lisa
- 1932: Melodie der Liebe
- 1932: Der Orlow
- 1932: Flucht nach Nizza
- 1933: Ein Lied für Dich
- 1933: Saison in Kairo
- 1934: Schwarzer Jäger Johanna
- 1934: Abenteuer eines jungen Herrn in Polen
- 1934: So endete eine Liebe
- 1934: Prinzessin Turandot
- 1935: Barcarole
- 1935: Stradivari
- 1936: Mädchenjahre einer Königin
- 1936: Standschütze Bruggler
- 1936: Drei Mäderl um Schubert
- 1936: Eskapade
- 1936: Intermezzo
- 1936: Stadt Anatol
- 1936: Fridericus
- 1936: Unter heißem Himmel
- 1937: Togger
- 1937: Condottieri
- 1937: Mein Sohn, der Herr Minister
- 1937: Fanny Elßler
- 1937: Streit um den Knaben Jo
- 1937: Brillanten
- 1937: Der Mann, der Sherlock Holmes war
- 1937: Madame Bovary
- 1937: Der Mustergatte
- 1937: Die gelbe Flagge
- 1938: Kameraden auf See
- 1938: Der unmögliche Herr Pitt
- 1938: Rote Orchideen
- 1938: Verklungene Melodie
- 1938: Fracht von Baltimore
- 1939: Ehe in Dosen
- 1939: Premiere der Butterfly
- 1939: Sensationsprozeß Casilla
- 1939: Der singende Tor
- 1939: La casa lontana (italienische Fassung von Der singende Tor)
- 1939: Kongo-Express
- 1939: Nanette
- 1940: Ein Mann auf Abwegen
- 1940: Die 3 Codonas
- 1940: Das leichte Mädchen
- 1940: Trenck, der Pandur
- 1940: Zwischen Hamburg und Haiti
- 1941: Die schwedische Nachtigall
- 1941: Friedemann Bach
- 1941: … reitet für Deutschland
- 1941: Anschlag auf Baku
- 1941: Frau Luna
- 1941: Jenny und der Herr im Frack
- 1941: Ein Windstoß
- 1941: Sechs Tage Heimaturlaub
- 1942: Viel Lärm um Nixi
- 1942: Diesel
- 1942: Frauen sind keine Engel
- 1942: Lache Bajazzo
- 1942: Rembrandt
- 1942/44: Philharmoniker
- 1943: Karneval der Liebe
- 1943: Altes Herz wird wieder jung
- 1943: Großstadtmelodie
- 1943: Tonelli
- 1943: Die Hochstaplerin
- 1943: Zirkus Renz
- 1944: Es lebe die Liebe
- 1944: Nora
- 1944: Ein Mann wie Maximilian
- 1944: Spiel
- 1944/48: Frech und verliebt
- 1944/49: Das Gesetz der Liebe
- 1944/49: Der Posaunist
- 1944/50: Verlobte Leute
- 1945: Shiva und die Galgenblume